# Lester, Alabama
Lester är en ort i Limestone County i Alabama. Vid 2010 års folkräkning hade Lester 111 invånare.